# Dehaasia suborbicularis
Dehaasia suborbicularis är en lagerväxtart som först beskrevs av Paul Lecomte, och fick sitt nu gällande namn av André Joseph Guillaume Henri Kostermans. Dehaasia suborbicularis ingår i släktet Dehaasia och familjen lagerväxter. Inga underarter finns listade i Catalogue of Life.